# ليلة منتصف شعبان
ليلة النصف من شعبان هي ليلة الخامس عشر من شهر شعبان، وهي الليلة التي تسبق يوم 15 شعبان، وتبدأ مع مغرب يوم 14 شعبان وتنتهي مع فجر يوم 15 شعبان. ولهذه الليلة أهمية خاصّة في الإسلام، لأنه تم فيها تحويل القبلة من بيت المقدس إلى البيت الحرام بمكة المكرمة - بالعام الثاني من الهجرة على أرجح الآراء - بعد أن صلى المسلمين قرابة الستة عشر شهراً تقريباً تجاه المسجد الأقصى. ولأنه ورد فيها عدة أحاديث نبوية تبيّن فضلها وأهميتها، ويحييها عدد من المسلمين بالصلاة والذكر وتلاوة القرآن والدعاء.
لا يثبت في فضل النصف من شعبان حديث، جاء فيه مرفوعاً عن علي وعائشة ومعاذ وأبي ثعلبة وأبي الدرداء رضي الله عنهم وكلها ضعيفة، وصيامه سنة لأنه من شعبان ولأنه من الأيام البيض فقط، وإفراد ليلته بقيام لا يثبت فيه شيء بخصوصه، وليس على ذلك العمل.
قال عبد الرحمن بن زيد بن أسلم: لم أدرك أحداً من مشيختنا ولا فقهائنا يلتفتون إلى ليلة النصف من شعبان، ولم ندرك أحداً منهم يذكر حديث مكحول ولا يرى لها فضلاً على سواها من الليالي. لا يصح في فضل ليلة النصف من شعبان حديث، ولم يثبت عن الصحابة رضي الله عنهم تفضيلها بعمل معين، وهي كسائر الليالي ينزل الله في ثلثها الأخير لا تختص عنهن بشيء. لا يصح في استحباب عبادة معينة ليلة النصف من شعبان حديث نبوي ولا أثر عن صحابي، وهي كسائر الليالي ينزل الله في ثلثها الأخير لا تختص عنهن بشيء.

## من أسمائها
- ليلة البراءة.
- ليلة الدعاء.
- ليلة القِسمة.
- ليلة الإجابة.
- الليلة المباركة.
- ليلة الشفاعة.
- ليلة الغفران والعتق من النيران.[4]

وقيل: إن للملائكة في السماء ليلتي عيد، كما أن للمسلمين في الأرض يومي عيد، فعيد الملائكة ليلة البراء وهي ليلة النصف من شعبان وليلة القدر، وعيد المؤمنين يوم الفطر ويوم الأضحى. ولهذا سميت ليلة النصف من شعبان ليلة عيد الملائكة. وتسمى أيضاً ليلة التكفير وليلة الحياة وليلة الشفاعة، وليلة المغفرة وليلة العتق، وليلة القسمة والتقدير.

## الأحاديث الواردة فيها
ليلة النصف من شعبان، ورد في فضلها عدة أحاديث غالبها ضعيفة أو موضوعة، وقليل منها اختلف أهل المعرفة بالحديث في صحتها، فضعفها الأكثرون.

### من أطلق من علماء الحديث أنه لم يصح في ليلة النصف من شعبان حديث
- أبو شامة المقدسي قال ناقلاً عن ابن دحية: «وَقَالَ فِي كتاب «مَا جَاءَ فِي شهر شعْبَان» من تأليفه أَيْضا: قَالَ أهل التَّعْدِيل وَالتَّجْرِيح: لَيْسَ فِي حَدِيث لَيْلَة النّصْف من شعْبَان حَدِيث يَصح، فتحفظوا عباد الله من مفترٍ يروي لكم حَدِيثا مَوْضُوعًا يَسُوقهُ فِي معرض الْخَيْر، فاستعمال الْخَيْر يَنْبَغِي أَن يكون مَشْرُوعا من النَّبِي ﷺ، فَإِذا صَحَّ أَنه كذب خرج من المشروعية، وَكَانَ مستعمله من خدم الشَّيْطَان لاستعماله حَدِيثا على رَسُول الله ﷺ لم ينزل الله بِهِ من سُلْطَان».[7]
- ابن العربي المعافري، قال:«وَلَيْسَ فِي لَيْلَةِ النِّصْفِ مِنْ ‌شَعْبَانَ حَدِيثٌ ‌يُعَوَّلُ ‌عَلَيْهِ، لَا فِي فَضْلِهَا، وَلَا فِي نَسْخِ الْآجَالِ فِيهَا، فَلَا تَلْتَفِتُوا إلَيْهَا».[8]
- القرطبي، قال: «وَلَيْسَ فِي ‌لَيْلَةِ ‌النِّصْفِ ‌مِنْ ‌شَعْبَانَ حَدِيثٌ يُعَوَّلُ عَلَيْهِ لَا فِي فَضْلِهَا وَلَا فِي نَسْخِ الْآجَالِ فِيهَا فَلَا تَلْتَفِتُوا إِلَيْهَا»[9]
- علي محفوظ، قال: (وجملة القول) أن كل الأحاديث الواردة في ليلة النصف من شعبان دائر أمرها بين الوضع والضعف وعدم الصحة.[10]
- عبد العزير بن باز، قال: وقد ورد في فضلها أحاديث ضعيفة لا يجوز الاعتماد عليها. ونقل هذه عن جمهور العلماء.[11]

## الأحاديث التي وردت في فضلها
- «إن الله ليطلع في ليلة النصف من شعبان فيغفر لجميع خلقه إلا لمشرك أو مشاحن» رواه البيهقي في شعب الإيمان والطبراني في المعجم الكبير وفي المعجم الأوسط، وفي مسند الشاميين، والهيثمي في موارد الظمآن إلى زوائد ابن حبان. وقال المنذري في الترغيب والترهيب بعد ذكره: رواه الطبراني في الأوسط وابن حبان في صحيحه والبيهقي، ورواه محمد بن ماجه بلفظه من حديث أبي موسى الأشعري والبزار والبيهقي من حديث أبي بكر الصديق -رضي الله عنه- بنحوه بإسناد لا بأس به، انتهى كلام المنذري.[12] وقال الهيثمي في مجمع الزوائد: «ورجاله ثقات».[2]
- حديث عائشة: «إن الله تعالى ينزل ليلة النصف من شعبان إلى السماء الدنيا فيغفر لأكثر من عدد شعر غنم كلب» رواه أحمد (26018)[13]، الترمذي (739) [14] ومحمد بن ماجه (1389)[15] من طريق حجاج بن أرطأة عن يحيى بن أبي كثير عن عروة عن عائشة، ورواه ابن الجوزي عن الدارقطني عَن عَطاء بن عجلَان عَن عبد الله بن أبي ملكية عَن عَائِشَة، ورواه البيهقي في «الدعوات الكبير» عن أبي عبد الله الحاكم بسنده إلى إِبْرَاهِيم بن إِسْحَاق الْغَسِيلِيِّ ثَنَا وهب ثَنَا سعيد بن عبد الْكَرِيم الوَاسِطِيّ عَن أبي نعْمَان السَّعْدِيّ عَن أبي رَجَاء العطاردي عَن أنس بن مَالك عَن عَائِشَة.[16]

المضعفونوعلته عند المحدثين في الطريق الأولى: هي ضعف الحجاج بن أرطأة، والانقطاع بين الحجاج بن أرطأة ويحيى بن أبي كثير، والانقطاع بين يحيى بن أبي كثير وعروة بن الزبير. وإيضًا الإرسال عند من يرى أن رواية الإسناد منكرة كالبيهقي. وفي الطريق الثانية أن عطاء بن عجلان قَالَ عنه ابْن معِين: لَيْسَ بِشَيْء كَانَ يوضع لَهُ حَدِيث فَيحدث بِهِ، وَقَالَ الفلاس وَالسَّعْدِي: كَذَّاب. وفي الطريق الثالثة علتان: سعيد بن عبد الْكَرِيم وهو متروك، وإبراهيم بن إسحاق وهو كذاب.
- البخاري: فيما نقله عنه تلميذه الترمذي حيث قال: «حَدِيثُ عَائِشَةَ لَا نَعْرِفُهُ إِلَّا مِنْ هَذَا الْوَجْهِ مِنْ حَدِيثِ الْحَجَّاجِ، وَسَمِعْتُ مُحَمَّدًا يُضَعِّفُ هَذَا الْحَدِيثَ، وَقَالَ: يَحْيَى بْنُ أَبِي كَثِيرٍ لَمْ يَسْمَعْ مِنْ عُرْوَةَ، وَالْحَجَّاجُ بْنُ أَرْطَاةَ لَمْ يَسْمَعْ مِنْ يَحْيَى بْنِ أَبِي كَثِيرٍ».
- الدارقطني: حيث ذكره من عدة طرق ثم قال: وإسناد الحديث مضطرب غير ثابت.
- أبو بكر البيهقي حيث قال: إنما المحفوظ هذا الحديث من حديث الحجاج بن أرطأة عن يحيى بن أبي كثير مرسلًا.
- ابن الجوزي.
- ابن دحية الكلبي.
- جمال الدين الزيلعي.
- الحافظ العراقي.
- محمد عبد الرؤوف المناوي.
- الحافظ محمد بن إبراهيم المناوي.
- الشوكاني، قال: فيه ضعف وانقطاع.
- محمد ناصر الدين الألباني، قال: ضعيف جدًا.
- شعيب الأرنؤوط، قال: ضعيف.
- مصطفى العدوي.

شرح الحديث
- قال أحمد عمر هاشم: ومعني النزول هو نزول أمره ورحمته فالله منزه عن الجسمية والحلول، فالمعني علي ما ذكره أهل الحق نور رحمته، ومزيد لطفه علي العباد وإجابة دعوتهم وقبول معذرتهم: فيغفر لأكثر من عدد شعر غنم كلب (هو اسم قبيلة) وخص شعر غنم كلب لأنه لم يكن في العرب أكثر غنما منهم.

- «إن الله يطلع على عباده في ليلة النصف من شعبان، فيغفر للمؤمنين، ويملي للكافرين، ويدع أهل الحقد بحقدهم حتى يدعوه» رواه الإمام أحمد في مسنده، وابن حبان في صحيحه، وابن أبي شيبة في المصنف، والطبراني في المعجم الكبير والمعجم الأوسط، والبيهقي في شعب الإيمان. قال نور الدين الهيثمي في المجمع: رواه الطبراني في الكبير والأوسط ورجالهما ثقات. ومعنى يُملي للكافرين: أي يُمهلهم لعلهم يرجعون. ويدع أهل الحقد بحقدهم حتى يدعوه: أي أن أهل الحقد والكراهية لا يُغفر لهم حتى يتركوا حقدهم ويُطهروا قلوبهم فهم محرومون من المغفرة ليلة النصف من شعبان.

### من رأى من العلماء أن هذه الأحاديث بمجموعها تدل على أن لفضيلتها أصلًا
- قال عبد الرحمن المباركفوري في (تحفة الأحوذي بشرح جامع الترمذي) باب ما جاء في ليلة النصف من شعبان: «فهذه الأحاديث بمجموعها حجة على من زعم أنه لم يثبت في فضيلة ليلة النصف من شعبان شيء، والله تعالى أعلم».
- وقال الشيخ عطية صقر في (فتاوى الأزهر: مايو 1997م): "هل ليلة النصف من شعبان لها فضل؟ والجواب: قد ورد في فضلها أحاديث صحح بعض العلماء بعضاً منها وضعفها آخرون وإن أجازوا الأخذ بها في فضائل الأعمال". وقال بعد سرد الأحاديث: "بهذه الأحاديث وغيرها يمكن أن يقال: إن لليلة النصف من شعبان فضلاً، وليس هناك نص يمنع ذلك، فشهر شعبان له فضله روى النسائي عن أسامة بن زيد رضي الله عنهما أنه سأل النبي صلى الله عليه وسلم بقوله: لم أرك تصوم من شهر من الشهور، ما تصوم من شعبان قال: "ذاك شهر تغفل الناس عنه بين رجب ورمضان، وهو شهر ترفع فيه الأعمال إلى رب العالمين، وأحب أن يرفع عملى وأنا صائم".

## الأحاديث التي وردت في فضل الصلاة فيها
- «إذا كانت ليلة النصف من شعبان فقوموا ليلها وصوموا نهارها؛ فإن الله ينزل فيها لغروب الشمس إلى السماء الدنيا، فيقول: ألا من مستغفر فأغفر له، ألا مسترزق فأرزقه، ألا مبتلى فأعافيه، ألا كذا، ألا كذا، حتى يطلع الفجر» رواه محمد بن ماجه (1388)[27] والبيهقي في شعب الإيمان كلاهما عن علي بن أبي طالب.

وهذا الحديث ضعيف بالإجماع.
القادحون
- البوصيري، قال: «هَذَا إِسْنَاد فِيهِ ابْن أبي سُبْرَة واسْمه أَبُو بكر بن عبد الله بن مُحَمَّد بن أبي سُبْرَة قَالَ أَحْمد وَابْن معِين يضع الحَدِيث»
- ابن الجوزي، قال: لا يصح.
- العراقي، قال: حديث باطل.
- ابن رجب الحنبلي.
- بدر الدين العيني.
- الشوكاني، قال: ضعيف الإسناد.
- المباركفوري، قال: ضعيف جدًّا.
- أحمد بن عبد الرحمن البنا الساعاتي، قال: شديد الضعف.
- محمد ناصر الدين الألباني قال: «وهذا إسناد مجمع على ضعفه، وهو عندي موضوع؛ لأن ابن أبي سبرة رموه بالوضع كما في «التقريب»».
- شعيب الأرنؤوط، قال: إسناد تالف بمرة؛ ابن أبي سبرة -وهو أبو بكر بن عبد الله بن محمَّد القرشي- رموه بالوضع.

- «من أحيا الليالي الخمس وجبت له الجنة ليلة التروية وليلة عرفة وليلة النحر وليلة الفطر وليلة النصف من شعبان» رواه إسماعيل الأصبهاني في «الترغيب والترهيب» من حديث معاذ بن جبل.

القادحون
- الألباني قال عنه: موضوع.

- حديث كردوس: «من قام ليلة النصف من شعبان وليلتي العيدين لم يمت قلبه يوم تموت القلوب» .

المضعفون
- ابن الجوزي، حيث قال: هَذَا حَدِيثٌ لا يَصِحُّ عَنْ رَسُولِ اللَّهِ ﷺ وفيه آفات: أما مروان بْن سالم فقال أَحْمَد: ليس بثقة، وقال النسائي والدارقطني والأزدي: متروك. وأما سلمة بْن سليمان؛ فقال الْأَزْدِيّ: هُوَ ضعيف، وأما عِيسَى فقال يَحْيَى: ليس بشيء.
- الذهبي، حيث قال: وهذا حديث منكر مرسل.
- ابن الملقن.
- ابن حجر العسقلاني، حيث قال: ومروان هذا متروك متهم بالكذب.

## المراد من الليلة المباركة فيسورة الدخان
| ليلة منتصف شعبان | اختلفوا في هذه الليلة المباركة، فقال الأكثرون: إنها ليلة القدر، وقال عكرمة وطائفة آخرون: إنها ليلة البراءة، وهي ليلة النصف من شعبان.... وأما القائلون بأن المراد من الليلة المباركة المذكورة في هذه الآية هي ليلة النصف من شعبان، فما رأيت لهم فيه دليلا يعول عليه، وإنما قنعوا فيه بأن نقلوه عن بعض الناس، فإن صح عن رسول الله - صلى الله عليه وسلم - فيه كلام فلا مزيد عليه، وإلا فالحق هو الأول، ثم إن هؤلاء القائلين بهذا القول زعموا أن ليلة النصف من شعبان لها أربعة أسماء: الليلة المباركة، وليلة البراءة، وليلة الصك، وليلة الرحمة، وقيل: إنما سميت بليلة البراءة وليلة الصك، لأن البندار إذا استوفى الخراج من أهله كتب لهم البراءة، كذلك الله عز وجل يكتب لعباده المؤمنين البراءة في هذه الليلة، وقيل: هذه الليلة مختصة بخمس خصال: الأولى: تفريق كل أمر حكيم فيها، قال تعالى : (فيها يفرق كل أمر حكيم). والثانية: فضيلة العبادة فيها، قال رسول الله صلى الله عليه وسلم: من صلى في هذه الليلة مائة ركعة أرسل الله إليه مائة ملك، ثلاثون يبشرونه بالجنة، وثلاثون يؤمنونه من عذاب النار، وثلاثون يدفعون عنه آفات الدنيا، وعشرة يدفعون عنه مكايد الشيطان. الخصلة الثالثة: نزول الرحمة، قال عليه السلام: إن الله يرحم أمتي في هذه الليلة بعدد شعر أغنام بني كلب. والخصلة الرابعة: حصول المغفرة، قال صلى الله عليه وسلم: إن الله تعالى يغفر لجميع المسلمين في تلك الليلة، إلا لكاهن، أو مشاحن، أو مدمن خمر، أو عاق للوالدين، أو مصر على الزنا. والخصلة الخامسة: أنه تعالى أعطى رسوله في هذه الليلة تمام الشفاعة، وذلك أنه سأل ليلة الثالث عشر من شعبان في أمته فأعطي الثلث منها، ثم سأل ليلة الرابع عشر فأعطي الثلثين، ثم سأل ليلة الخامس عشر فأعطي الجميع إلا من شرد على الله شراد البعير. هذا الفصل نقلته من "الكشاف". | ليلة منتصف شعبان |

- قال عبد الرحمن المباركفوري في (تحفة الأحوذي): «اعلم أن المراد من ليلة مباركة في قوله تعالى: إنا أنزلناه في ليلة مباركة إنا كنا منذرين فيها يفرق كل أمر حكيم عند الجمهور هي ليلة القدر، وقيل هي ليلة النصف من شعبان، وقول الجمهور هو الحق، قال الحافظ ابن كثير: من قال: إنها ليلة النصف من شعبان فقد أبعد، فإن نص القرآن أنها في رمضان، انتهى. وفي المرقاة شرح المشكاة قال جماعة من السلف: إن المراد في الآية هي ليلة النصف من شعبان إلا أن ظاهر القرآن، بل صريحه يرده لإفادته في آية أنه نزل في رمضان وفي أخرى أنه نزل في ليلة القدر ولا تخالف بينهما؛ لأن ليلة القدر من جملة رمضان، وإذا ثبت أن هذا النزول ليلة القدر ثبت أن الليلة التي يفرق فيها كل أمر حكيم في الآية هي ليلة القدر لا ليلة النصف من شعبان، ولا نزاع في أن ليلة نصف شعبان يقع فيها فرق كما صرح به الحديث، وإنما النزاع في أنها المرادة من الآية والصواب أنها ليست مرادة منها، وحينئذ يستفاد من الحديث والآية وقوع ذلك الفرق في كل من الليلتين إعلاما لمزيد شرفها، ويحتمل أن يكون الفرق في أحدهما إجمالا وفي الأخرى تفصيلا أو تخص إحداهما بالأمور الدنيوية والأخرى بالأمور الأخروية، وغير ذلك من الاحتمالات العقلية، انتهى».[12]
- وقال ابن عجيبة في (البحر المديد): «وروى أبو الشيخ، بسند صحيح، عن ابن عباس رضي الله عنه في قوله: {يمحو الله ما يشاء ويثبت} قال:» ليلة النصف من شعبان، يُدبر أمر السنة، فيمحو ما يشاء ويُثبت غيره؛ الشقاوة والسعادة، والموت والحياة«. قال السيوطي: سنده صحيح لا غُبار عليه ولا مطعن فيه. هـ. وروي عن ابن عباس: قال: إن الله يقضي الأقضية كلها ليلة النصف من شعبان، ويسلمها إلى أربابها ليلة القدر. وفي رواية: ليلة السابع والعشرين من رمضان، قيل: وبذلك يرتفع الخلاف أن الأمر يبتدأ في ليلة النصف من شعبان، ويكمل في ليلة السابع والعشرين من رمضان. والله أعلم».[41]

## أعمال ليلة النصف من شعبان
اختلف علماء الإسلام في أعمال هذه الليلة:

### مَن ذهب إلى تحريم تخصيصها بشيء من العبادات مطلقًا
ذهب جمع من علماء الإسلام إلى تحريم الاحتفال بها أو تخصيصها بشيء من العبادات كإحياءها أو قيامها أو صيام يومها، واحتجوا في ذلك أن هذا لم يصح على النبي ﷺ، فهو من البدع والمحدثات التي يأثم فاعلها، ومن هؤلاء:
- علي محفوظ، حيث قال:«ومن البدع الفاشية في الناس احتفال المسلمين في المساجد بإحياء ليلة النصف من شعبان بالصلاة، والدعاء عقب صلاة المغرب، يقرءونه بأصوات مرتفعة بتلقين الإمام، فإن إحياءها بذلك على الهيئة المعروفة لم يكن في عهد رسول الله صلوات الله وسلامه عليه ولا في عهد الصحابة رضوان الله عليهم أجمعين، وإنما اشتهر عن خالد بن معدان ومكحول الشامى من التابعين أنهما كانا يجتهدان في العبادة ليلة النصف من شعبان، فاختلف الناس بعدهما في فضل هذه الليلة وإحيائها بالعبادة، فمنهم من أقره ومنهم من أنكره، والمقرون له فريقان: فريق ذهب إلى استحباب إحيائها جماعة في المسجد، ومنهم إسحاق بن راهويه، وفريق يكره الاجتماع لها في المسجد، ولا يكره للرجل إحياءها بالصلاة وحده، واختاره الأوزاعى إمام أهل الشام»[42]
- أحمد البنا، قال:«تحذير مما ابتدعه الناس في ليلة النصف من شعبان، اعلم أرشدني الله وإياك إلى العمل بكتابه وسنة رسوله ﷺ أن ليلة النصف من شعبان ليلة فاضلة ورد في فضلها أحاديث لا بأس بها، سيأتي بعضها في فضل ليلة النصف من شعبان من أبواب فضائل الأزمنة في كتاب الفضائل، وسنفيض القول هناك إن شاء الله تعالى، ونقتصر هنا على ما يناسب الباب، وقد تغالي الناس في فضائل ليلة النصف من شعبان فأوردوا فيها أحاديث بعضها ضعيف شديد الضعف، وبعضها موضوع لا أصل له، وابتدعوا لها بدعًا شتى لم ترد في كتاب الله ولا سنة رسوله صلى الله عليه وسلم والدين برئ منها» ثم ذكر بعض الأحاديث إلى أن قال: «ومن البدع: ما أحدثوه من صلاة مخصوصة وأدعية وغيرها ما أنزل الله بها منن سلطان، ومن أقبحها الدعاء المسمى بدعاء ليلة النصف من شعبان الذي أوله (اللهم يا ذا المن ولا يمن عليك)، وهو يقرأ بعد صلاة المغرب ثلاث مرات مع سوة يس، الأولى بنية طول العمر. والثانية بنية اتساع الرزق. والثالثة بنية الاستغناء عن الناس، وقد عمت به البلوى في القطر المصري فصار يقرأ علنا بأعلى صوت في مساجد الأوقاف فضلاً عن المساجد الأخرى، ومن عظيم البلوى أن أئمة المساجد الذي يلقنونه للعوام فيرددونه وراءهم بأعلى صوت، وفي ذاك الوقت تضيق المساجد بمن فيها لأنه لا يتخلف عنها أحد من المصلين إلا النادر لاعتقادهم أن قراءة هذا الدعاء تطيل العمر وتوسع الرزق، وتغني عن الناس مع ما فيه من مخالفة كتاب الله عز وجل وسنة رسوله ﷺ والتخليط في قراءة سورة يس بعد الدعاء، فلا حول ولا قوة إلا بالله. اللهم أرشد العلماء إلى العمل بكتابك واتباع سنة نبيك محمد ﷺ ليقتدي بهم العوام ويظهر رونق الإسلام آمين».[43]
- عبد العزيز بن عبد الله بن باز، مفتي السعودية السابق، ونقل ذلك عن جمهور العلماء، قال: والذي عليه جمهور العلماء: أن الاحتفال بها بدعة، وأن الأحاديث الواردة في فضلها كلها ضعيفة، وبعضها موضوع .[11]

### الاجتماع لإحيائها في المساجد
ذهب جمهور الفقهاء إلى كراهة الاجتماع لإحياء ليلة النصف من شعبان وليلتي العيدين في المساجد لأنه لم يفعله النبي ﷺ ولا الصحابة فأنكره أكثر العلماء من أهل الحجاز منهم: عطاء وابن أبي مليكة وفقهاء أهل المدينة وأصحاب مالك وغيرهم وقالوا ذلك كله بدعة ولم ينقل عن النبي ﷺ ولا عن أصحابه إحياء ليلة النصف من شعبان وليلتي العيدين جماعة. واختلف علماء الشام في صفة إحياء ليلة النصف من شعبان على قولين: أحدهما: أنه استحب إحياؤها بجماعة في المسجد، وقال بذلك طائفة من أعيان التابعين كخالد بن معدان ولقمان بن عامر ووافقهم إسحاق بن راهويه. والقول الثاني: أنه يكره الاجتماع لها في المساجد للصلاة وهذا قول الأوزاعي إمام أهل الشام وفقيههم وعالمهم.
قال ابن رجب الحنبلي في (لطائف المعارف): أنه يكره الاجتماع فيها في المساجد للصلاة والقصص والدعاء، ولا يكره أن يصلي فيها بخاصة نفسه، وهذا قول الأوزاعي إمام أهل الشام وفقيههم، وهذا الأقرب إن شاء الله تعالى. وقال أيضاً ما نصه: فينبغي للمؤمن أن يتفرغ تلك الليلة لذكر الله تعالى ودعائه بغفران الذنوب وستر العيوب وتفريج الكروب وأن يقدّم على ذلك التوبة فإن الله تعالى يتوب فيها على من يتوب. وقد بيّن الإمام الغزالي في الإحياء كيفية خاصة لإحيائها، وقد أنكر الشافعية تلك الكيفية واعتبروها بدعة قبيحة، وقال الثوري هذه الصلاة بدعة موضوعة قبيحة منكرة.
بينما استحب بعض العلماء قيام مثل ليلة النصف من شبعان وليلة القدر فرادى، وقال بعضهم: لا بأس باجتماع الناس بمكان كالمسجد لإحيائها جماعة.

### دعاء ليلة النصف من شعبان
لم يرد عن النبي دعاء مخصوص لهذه الليلة، ولا قراءة سورة يس، بينما يرى «عبد المجيد بن طه الدهيبي الجيلاني»: أن ما يفعله بعض الناس من قراءة سورة يس ثلاث مرات والدعاء بعد كل مرة بدعاء مخصوص فهو شيء حسن ولا يخالف أصلا من أصول السنة، ما لم يكن بالدعاء شيء مخالف، لأن هناك بعض الأدعية فيها ما يخالف أصول الدين.

## أقوال العلماء في فضل هذه الليلة
وقد ذهب جمهور الفقهاء إلى ندب إحياء ليلة النصف من شعبان لأنها تكفر ذنوب السنة كما أن ليلة الجمعة تكفر ذنوب الأسبوع وليلة القدر تكفر ذنوب العمر، ولأن هناك خمس ليالي لا يرد فيهن الدعاء: ليلة الجمعة، وأول ليلة من رجب، وليلة النصف من شعبان، وليلتا العيدين.
ومشروعية إحياء ليلة النصف من شعبان ثابت عن كثير من السلف، وهو قول جمهور الفقهاء، وعليه عمل المسلمين سلفاً وخلفاً؛ قال الإمام الشافعي في (كتاب الأم): «وبلغنا أنه كان يقال: إن الدعاء يستجاب في خمس ليال في ليلة الجمعة، وليلة الأضحى، وليلة الفطر، وأول ليلة من رجب، وليلة النصف من شعبان». وهذه بعض أقوال أهل العلم من المذاهب الأربعة:

### من أقوالالحنفية
- قال ابن نجيم في (البحر الرائق): «ومن المندوبات إحياء ليالي العشر من رمضان وليلتي العيدين وليالي عشر ذي الحجة وليلة النصف من شعبان كما وردت به الأحاديث وذكرها في الترغيب والترهيب مفصلة والمراد بإحياء الليل قيامه وظاهره الاستيعاب ويجوز أن يراد غالبه ويكره الاجتماع على إحياء ليلة من هذه الليالي في المساجد قال في الحاوي القدسي ولا يصلي تطوع بجماعة غير التراويح وما روي من الصلوات في الأوقات الشريفة كليلة القدر وليلة النصف من شعبان وليلتي العيد وعرفة والجمعة وغيرها تصلى فرادى انتهى».[50][51]
- قال محمد بن فراموز الشهير بمنلا خسرو في (درر الحكام شرح غرر الأحكام): «ومن المندوبات إحياء ليال العشر الأخير من رمضان وليلتي العيدين وليالي عشر ذي الحجة وليلة النصف من شعبان والمراد بإحياء الليل قيامه وظاهره الاستيعاب ويجوز أن يراد غالبه ويكره الاجتماع على إحياء ليلة من هذه الليالي في المساجد».[50][51]
- وقال علاء الدين الحصكفي في شرحه: «وإحياء ليلة العيدين والنصف من شعبان والعشر الأخير من رمضان والأول من ذي الحجة ويكون بكل عبادة تعم الليل أو أكثره».[50][51]
- وفي حاشية ابن عابدين عليه: «(قوله وإحياء ليلة العيدين) الأولى ليلتي بالتثنية: أي ليلة عيد الفطر، وليلة عيد الأضحى (قوله والنصف) أي وإحياء ليلة النصف من شعبان. (قوله والأول) أي وليالي العشر الأول الخ. وقد بسط الشرنبلالي في الإمداد ما جاء في فضل هذه الليالي كلها فراجعه. (قوله ويكون بكل عبادة تعم الليل أو أكثره)... (تتمة) أشار بقوله فرادى إلى ما ذكره بعد في متنه من قوله ويكره الاجتماع على إحياء ليلة من هذه الليالي في المساجد، وتمامه في شرحه، وصرح بكراهة ذلك في الحاوي القدسي. قال: وما روي من الصلوات في هذه الأوقات يصلى فرادى غير التراويح».[50][51]

### من أقوالالمالكية
- قال الحطاب في (مواهب الجليل): «قال في جمع الجوامع للشيخ جلال الدين السيوطي {من أحيا ليلتي العيدين وليلة النصف من شعبان لم يمت قلبه يوم تموت القلوب} قال: رواه الحسن بن سفيان عن ابن كردوس عن أبيه».[50][51]
- قال شهاب الدين النفراوي في (الفواكه الدواني): «وندب إحياء ليلته وغسل بعد الصبح وتطيب وتزين وإن لغير مصل ومشي في ذهابه وفطر قبله في الفطر وتأخيره في النحر، وإنما استحب إحياء ليلة العيد لقوله صلى الله عليه وسلم: { من أحيا ليلة العيد وليلة النصف من شعبان لم يمت قلبه يوم تموت القلوب } وفي حديث: {من أحيا الليالي الأربع وجبت له الجنة} وهي: ليلة الجمعة وليلة عرفة وليلة الفطر وليلة النحر. ومعنى لم يمت قلبه لم يتحير عند النزع ولا على القيامة، وقيل لم يمت في حب الدنيا والإحياء يحصل بالذكر والصلاة ولو في معظم الليل».[50][51]
- وفي حاشية محمد بن أحمد بن عرفة الدسوقي: «(قوله وندب إحياء ليلته) أي لقوله عليه الصلاة والسلام: {من أحيا ليلة العيد وليلة النصف من شعبان لم يمت قلبه يوم تموت القلوب} ومعنى عدم موت قلبه عدم تحيره عند النزع والقيامة بل يكون قلبه عند النزع مطمئنا، وكذا في القيامة والمراد باليوم الزمن الشامل لوقت النزع ووقت القيامة الحاصل فيهما التحير (قوله وذكر) من جملة الذكر قراءة القرآن (قوله ويحصل بالثلث الأخير من الليل) واستظهر ابن الفرات أنه يحصل بإحياء معظم الليل وقيل يحصل بساعة، ونحوه للنووي في الأذكار وقيل يحصل بصلاة العشاء والصبح في جماعة، وقرر شيخنا أن هذا القول والذي قبله أقوى الأقوال فانظره».[50][51]

### من أقوالالشافعية
- قال الإمام الشافعي في (الأم): «وبلغنا أنه كان يقال: إن الدعاء يستجاب في خمس ليال في ليلة الجمعة، وليلة الأضحى، وليلة الفطر، وأول ليلة من رجب، وليلة النصف من شعبان».[50][51]
- قال محيي الدين النووي في (روضة الطالبين وعمدة المفتين): «ويستحب استحبابا متأكدا إحياء ليلتي العيد بالعبادة قلت: وتحصل فضيلة الإحياء بمعظم الليل وقيل تحصل بساعة وقد نقل الشافعي رحمه الله في الأم عن جماعة من خيار أهل المدينة ما يؤيده ونقل القاضي حسين عن ابن عباس أن إحياء ليلة العيد أن يصلي العشاء في جماعة ويعزم أن يصلي الصبح في جماعة والمختار ما قدمته. قال الشافعي رحمه الله: وبلغنا أن الدعاء يستجاب في خمس ليال ليلة الجمعة والعيدين وأول رجب ونصف شعبان. قال الشافعي: وأستحب كل ما حكيته في هذه الليالي والله أعلم».[50][51]
- قال شمس الدين الرملي في (نهاية المحتاج): «...ويحصل الإحياء بمعظم الليل وإن كان الأرجح في حصول المبيت بمزدلفة الاكتفاء فيه بلحظة في النصف الثاني من الليل. وعن ابن عباس يحصل إحياؤهما بصلاة العشاء جماعة والعزم على صلاة الصبح جماعة والدعاء فيهما وفي ليلة الجمعة وليلتي أول رجب ونصف شعبان مستجاب فيستحب».[50][51]
- وفي البدع والحوادث لأبي شامة المقدسي الدمشقي: «قال الإمام ابن الصلاح في فتوى له:... وأما ليلة النصف من شعبان فلها فضيلة وإحياؤها بالعبادة مستحب ولكن على الانفراد من غير جماعة...».[50][51]

### من أقوالالحنابلة
- قال ابن رجب الحنبلي في (لطائف المعارف): «وليلة النصف من شعبان كان التابعون من أهل الشام كخالد بن معدان ومكحول ولقمان بن عامر وغيرهم يعظمونها ويجتهدون فيها في العبادة وعنهم أخذ الناس فضلها وتعظيمها وقد قيل أنه بلغهم في ذلك آثار إسرائيلية فلما اشتهر ذلك عنهم في البلدان اختلف الناس في ذلك فمنهم من قبله منهم وافقهم على تعظيمها منهم طائفة من عباد أهل البصرة وغيرهم... واختلف علماء أهل الشام في صفة إحيائها على قولين: أحدهما: أنه يستحب إحياؤها جماعة في المساجد كان خالد بن معدان ولقمان بن عامر وغيرهما يلبسون فيها أحسن ثيابهم ويتبخرون ويكتحلون ويقومون في المسجد ليلتهم تلك ووافقهم إسحاق بن راهوية على ذلك وقال في قيامها في المساجد جماعة: ليس ببدعة نقله عنه حرب الكرماني في مسائله. الثاني: أنه يكره الاجتماع فيها في المساجد للصلاة والقصص والدعاء ولا يكره أن يصلي الرجل فيها لخاصة نفسه وهذا قول الأوزاعي إمام أهل الشام وفقيههم وعالمهم وهذا هو الأقرب إن شاء الله تعالى... ولا يعرف للإمام أحمد كلام في ليلة نصف شعبان ويتخرج في استحباب قيامها عنه روايتان من الروايتين عنه في قيام ليلتي العيد فإنه في رواية لم يستحب قيامها جماعة لأنه لم ينقل عن النبي صلى الله عليه وسلم وأصحابه واستحبها في رواية لفعل عبد الرحمن بن يزيد بن الأسود وهو من التابعين فكذلك قيام ليلة النصف لم يثبت فيها شيء عن النبي صلى الله عليه وسلم ولا عن أصحابه وثبت فيها عن طائفة من التابعين من أعيان فقهاء أهل الشام».[50][51]
- قال البهوتي في (كشاف القناع): «(وأما ليلة النصف من شعبان ففيها فضل وكان) في (السلف من يصلي فيها لكن الاجتماع لها لإحيائها في المساجد بدعة وفي استحباب قيامها) أي ليلة النصف من شعبان (ما في) إحياء (ليلة العيد هذا معنى كلام) عبد الرحمن بن أحمد (بن رجب) البغدادي ثم الدمشقي (في) كتابه المسمى (اللطائف) في الوظائف. ويعضده حديث {من أحيا ليلتي العيدين وليلة النصف من شعبان أحيا الله قلبه يوم تموت القلوب} رواه المنذري في تاريخه بسنده عن ابن كردوس عن أبيه قال جماعة وليلة عاشوراء وليلة أول رجب وليلة نصف شعبان».[50][51]
- قال ابن تيمية في الفتاوى الكبرى: «إذا صلى الإنسان ليلة النصف وحده، أو في جماعة خاصة كما كان يفعل طوائف من السلف، فهو أحسن. وأما الاجتماع في المساجد على صلاة مقدرة. كالاجتماع على مائة ركعة، بقراءة ألف: قل هو الله أحد دائما. فهذا بدعة، لم يستحبها أحد من الأئمة. والله أعلم». وقال في مجموع الفتاوى: «وأما ليلة النصف فقد روى في فضلها أحاديث وآثار ونقل عن طائفة من السلف أنهم كانوا يصلون فيها فصلاة الرجل فيها وحده قد تقدمه فيه سلف وله فيه حجة فلا ينكر مثل هذا وأما الصلاة فيها جماعة فهذا مبنى على قاعدة عامة في الاجتماع على الطاعات والعبادات».[50][51]

## النصف من شعبان من منظور الطوائف الإسلامية

### السنة
بحسب رأي بعض علماء السنة مثل يوسف القرضاوي، ومحمد صالح المنجد، فإنه لم يثبت عن النبي محمد بن عبد الله تخصيصه هذه الليلة بعبادة، ولم يثبت عن الصحابة شيء في هذا. ولم يأت فيها حديث وصل إلى درجة الصحة، والدعاء الذي يقرأه بعض الناس في بعض البلاد، ويوزعونه مطبوعًا، دعاء لا أصل له.
فيما يرى علماء آخرون مثل محمد علوي المالكي وحسنين محمد مخلوف وعلي جمعة وعبد الله صديق الغماري وغيرهم بأن الأحاديث الواردة في فضل هذه الليلة صحيحة، وحتى الضعيف منها فيعمل به في هذا الباب لأنه من فضائل الأعمال ويقولون بأنه قد ورد عن جماعة من السلف اعتناؤهم بهذه الليلة واجتهادهم بالعبادة فيها كما قال ذلك ابن رجب الحنبلي: «وليلة النصف من شعبان كان التابعون من أهل الشام كخالد بن معدان ومكحول ولقمان بن عامر وغيرهم يعظمونها ويجتهدون فيها في العبادة، وعنهم أخذ الناس فضلها وتعظيمها» وكما قال ابن تيمية: «وأما ليلة النصف فقد روي في فضلها أحاديث وآثار ونقل عن طائفة من السلف أنهم كانوا يصلون فيها، فصلاة الرجل فيها وحده قد تقدمه فيه سلف وله فيه حجة فلا ينكر مثل هذا». لذا فإنهم يعتنون بهذه الليلة أشد الاعنتاء، حتى قال عبد الله صديق الغماري ناصحاً:

### الشيعة

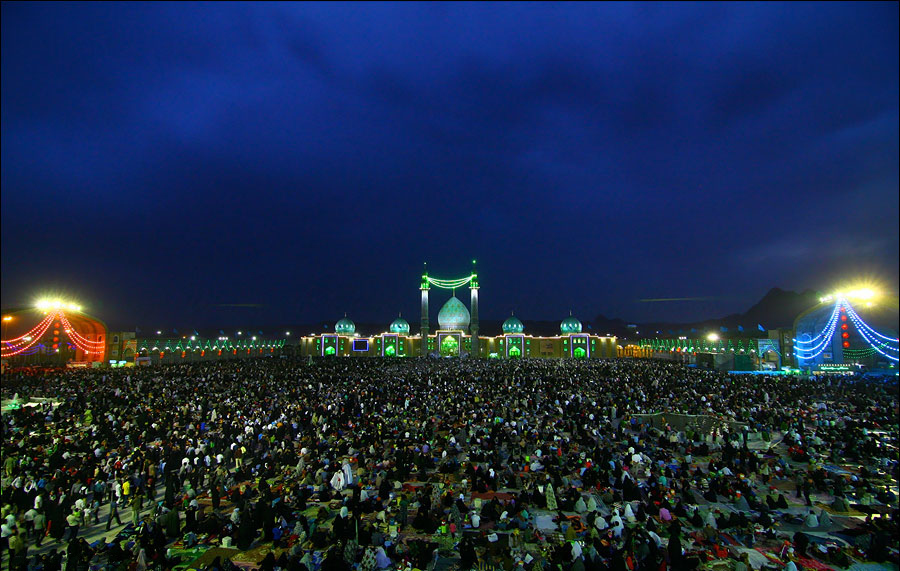
مشهد من حضور الناس في ليلة منتصف شعبان في مسجد جمكران.

ليلة عظيمة القدر عند المسلمين الشيعة، ويسمونها ليلة (القضاء). وللشيعة فيها عبادات خاصة من صلوات وأذكار وأوراد على أن أهمها زيارة ضريح الحسين والصوم في يوم النصف من شعبان، وفيها أيضاً تحويل القبلة من المسجد الأقصى إلى الكعبة، وجاء في الروايات الشيعية أن من بركتها ألا يعذب الله مولودا ولد فيها، فان ولد في بلاد الكفر هداه الله إلى الإسلام[بحاجة لمصدر].
وفيها أيضاً ولادة الإمام الثاني عشر عند الشيعة المهدي المنتظر حيث يحتفلون ابتهاجاً بها، فهناك ثلاثة ألوان من برامج الاحتفاء بليلة النصف من شعبان :
- البرامج العبادية التي توجه الإنسان للإقبال على ربه، واستشعار العبودية له، ولتجديد عهود الطاعة والالتزام بأوامره، وطلب المغفرة والخير منه تعالى.
- برامج التوعية والإرشاد حيث تقام الاحتفالات ومجالس الخطابات والمحاضرات، لتبيين هدي الإسلام، والحديث عن قضية الإمام المهدي، وبشارة الرسول بخروجه، وعرض قصة ولادته وسيرته، ومعالجة قضايا الدين والمجتمع.
- العادات والتقاليد الاجتماعية في إحياء هذه المناسبة بالتواصل، وتبادل التبريكات والتهاني، وزيارة الأقرباء والأرحام، وتقديم الهدايا للأطفال الذين يجوبون الأحياء، ويقصدون المنازل.[60]

## الاحتفال بليلة منتصف شعبان
تنتشر احتفالات منتصف شعبان في بلدان متعددة
- إيران: تولي الجمهورية الإسلامية عناية خاصة بإحياء مراسم المنتصف من شعبان، وذلك من خلال تزيين الشوارع والأزقة بالأضواء والزينات وتوزيع الحلويات والعصائر في الطرقات وإقامة المواليد التي يتكفل بها الناس، ويطلقون على هذا اليوم تسمية اليوم العالمي للمستضعفين.[61]
- العراق: يعتقد الشيعة العراقيون بأهمية زيارة الحسين بن علي[62][63][64][65][66][67] ولذلك فهم يحرصون على إحياء مراسم منتصف شعبان في مرقد الحسين بن علي، حيث أن 950 موكبا حسينيا يقدمون الخدمات لزائري كربلاء في ليلة النصف من شعبان، ويحيي العراقيون والمسلمون من مختلف دول العالم الإسلامي في كل عام ذكرى ولادة المهدي التي تصادف منتصف شعبان، عند مرقد جده الحسين وسط حالة من البهجة والفرح والدعاء بتعجيل ظهور المهدي الذي سيقيم دولة العدل الإلهي ويملأ الأرض عدلا وقسطا ويقضي على الظلم والجور في شتى بقاع الكرة الارضية حسب اعتقادهم.[68]
- مصر: تحتفل وزارة الأوقاف المصرية بليلة النصف من شعبان حيث أوضح بيان لوزارة الأوقاف أن الاحتفال يبدأ بتلاوة ما تيسر من القرآن الكريم، ثم كلمة للدكتور رئيس جامعة الأزهر، حول الدروس والعبر المستفادة من هذه الذكري الكريمة، فيما يلقي كلمة الوزارة وكيل وزارة الأوقاف لشؤون المساجد والقرآن الكريم، حول إمكانية ترجمة دروس ذكري ليلة النصف من شعبان، لتحقيق نهضة الأمة الإسلامية، وتحسين أحوال شعوبها، ثم يختتم الاحتفال بابتهالات دينية حول تلك المناسبة، ويشارك في الاحتفال لفيف من قيادات الأزهر، والأوقاف، والقيادات الدينية، والسياسية، وسفراء الدول العربية، والإسلامية بالقاهرة.[69][70]

ويشبه الاحتفال بهذه الليلة من الناحية الاجتماعية والشعبية الاحتفال بليلة الإسراء والمعراج، كما يصوم الكثيرون يوم الخامس عشر من شعبان.
- البحرين: تشهد البحرين احتفالات واسعة بالنصف من شعبان (الناصفة)، وتتنوع مظاهر إحياء هذه الليلة من قرية لأخرى والتي تستمر حتى ساعات متأخرة من المساء، وتتسابق القرى والمآتم فيما بينها بإقامة المسابقات عبر توفير جوائز قيمة تنوعت بين أجهزة إلكترونية وألعاب.

وتشهد مداخل القرى والمناطق منذ أيام استعدادات واسعة لاستقبال هذه المناسبة، وذلك بتصميم مجسمات فنية وتثبيت الزينة بقوالب شعبية وابتكارات جديدة.
- السعودية (القطيف - الأحساء - الدمام): تشهد هذه المدن ليلة النصف من شعبان احتفالات شعبية واسعة، وتسمى بال «القرقيعان»، وذلك وسط مشاركة طفولية تردد الاهازيج التراثية، وهي تعد من العادات المنتشرة منذ مئات السنين في منطقة الخليج العربي.[73]
- الهند: يعتقد المسلمون الهنود أن الله يحدد مستقبل جميع الرجال باحتساب أعمالهم الماضية في ليلة المنتصف من شعبان التي يطلقون عليها اسم «ليلة البراءة» والتي تعني ليلة المغفرة ويوم الكفارة، ويحتفل الشيعة الهنود بهذه الليلة كونها ليلة ولادة الإمام المهدي المنتظر، ويقضي المسلمون هذه الليلة بالصلاة والدعاء وتلاوة القرآن طلبًا للمغفرة والتكفير عن جميع أعمالهم الماضية. ويتوجه المسلمون في الصباح الباكر من يوم الخامس عشر من شعبان إلى المقابر حاملين باقات الورود لزيارة أمواتهم وقراءة الفاتحة على أرواحهم طلبًا للغفران، وتبدأ مراسم الاحتفال من اليوم الثالث عشر أو الرابع عشر من شهر شعبان، وبحسب اعتقادهم فإن النبي محمد يزور كل بيت في هذه الليلة ويقوم بحل مشاكل ومحو آلام البشرية. وبحسب اعتقادهم، فإن في الجنة شجرة مكتوب على أوراقها أسماء جميع البشر فإذا سقطت ورقة فإن صاحبها سيموت في تلك السنة. ويقال أيضًا أن هذه الليلة ليلة مباركة وعظيمة لدخول النبي محمد فيها إلى مكة، وتحتفل جميع المساجد فتزين بسلسلة من الأضواء والورق الملون فتكتظ بالحاضرين الذين يقومون بأداء الصلاة والدعاء، المفرقعات تزين السماء المظلمة كالنجوم وتضئ ألاف الشموع وسلاسل الأضواء الإلكترونية المنازل والشوارع وسط جو من البهجة والسرور، حيث يتلى القرآن وتعزف الموسيقى المعنوية طوال اللية، ويهدي الأغنياء الأموال والملابس وغيرها للمحتاجين بنية أمواتهم وطلب الرحمة لهم، ويصوم البعض ويقوم أداء الصلاة المستحبة.[74]

## كتب في بيان أحكام هذه الليلة
خصّ بعض علماء المسلمين ليلة النصف من شعبان بمؤلفات خاصة منها:
- فضل النصف من شعبان — لفقيه الحرم المكي محمد بن إسماعيل بن أبي الصيفي اليمني الشافعي.
- الإيضاح والبيان لما جاء في ليلة النصف من شعبان — للشيخ ابن حجر الهيتمي الفقيه الشافعي.
- رسالة في فضل ليلة النصف من شهر شعبان — للشيخ محمد حسنين مخلوف العدوي.
- ليلة النصف من شعبان في ميزان الإنصاف العلمي وسماحة الإسلام — للشيخ محمد زكي إبراهيم.
- حكم إحياء ليلتي العيد وليلة النصف من شعبان (دراسة مقارنة) — للشيخ عبد الفتاح بن صالح قديش اليافعي.
- ليلة النصف من شعبان (من كتاب مقالات الكوثري) — للشيخ محمد زاهد الكوثري.